# Mercedes-Benz W138
La sigla W138 identifica la 260D, un'autovettura di fascia alta prodotta dal 1936 al 1940 dalla Casa tedesca Mercedes-Benz. Tale vettura è nota per essere stata la prima nella storia a montare di serie un motore diesel.

## Profilo e caratteristiche
Dopo che Rudolf Diesel ebbe brevettato nel 1892 il suo primo motore, ci vollero oltre 30 anni prima che qualcuno cominciasse ad interessarsi seriamente a studiare una sua possibile applicazione nel settore automobilistico. Nella seconda metà degli anni venti del XX secolo alcune Case automobilistiche europee cominciarono ad effettuare esperimenti con tale tipo di motore, realizzando alcuni prototipi. Tra queste Case vi furono la francese Peugeot e le tedesche Hanomag e Mercedes-Benz. Quest'ultima giunse al 1933 con la realizzazione di un valido prototipo su telaio Mannheim W10, equipaggiato da un 3.8 litri in grado di erogare fino ad 80 CV. La coppia motrice, inaspettatamente elevata (dote naturale per un motore diesel), causava però elevate vibrazioni e scossoni al telaio. Si decise quindi di optare per la produzione di un motore di cilindrata inferiore e dalle prestazioni più contenute proprio per limitare tale fenomeno. 

Fu così che venne realizzato un nuovo motore da 2.6 litri, denominato OM138 e montato su di un telaio del tipo W21, già utilizzato per i modelli 200 e 230.

La vettura definitiva venne presentata al Salone dell'Automobile di Berlino del 1936, in contemporanea con l'Hanomag Rekord Diesel. I due modelli si contendevano la palma di prima autovettura diesel di serie al mondo. Ma la Hanomag ebbe alcuni imprevisti dell'ultim'ora, tali da far rimandare la commercializzazione effettiva dalla vettura, che sarebbe stata avviata solo l'anno successivo. Perciò il primato spettò di fatto al nuovo modello Mercedes-Benz, ribattezzato 260D. Della 260D venne realizzata una prima serie di 170 esemplari, tutti carrozzati landaulet e destinati ad un utilizzo come taxi. Le particolari doti di economia di esercizio della 260D, unite ad un'elasticità di marcia sconosciuta fino a quel momento, resero la vettura particolarmente adatta per il servizio pubblico.

La vera svolta si ebbe nel 1937, quando la 230 W21 (con telaio utilizzato anche dalla 260D) passò al telaio W143. Anche la 260D poté a quel punto utilizzare le stesse carrozzerie della serie W143 e la gamma si ampliò così con l'arrivo delle versioni limousine e cabriolet a 2 o a 4 porte.

La produzione della 260D terminò nel 1940, pochi mesi dopo lo scoppio della Seconda guerra mondiale: una volta terminato anche questo nefasto evento, l'eredità della 260D venne ripresa dalla 170D, modello appartenente alla serie W136, dotato di un motore di cilindrata decisamente più contenuta (1.7 litri), ma in grado di erogare prestazioni appena inferiori (38 CV) e con punte velocistiche identiche.